# نفتالي تيا
نفتالي تيا (بالإسبانية: Neftali Teja)‏ هو لاعب كرة قدم مكسيكي في مركز الدفاع، ولد في 12 مارس 1991 في Texcoco Municipality ‏ في المكسيك. لعب مع تامبيكو ماديرو.

## وصلات خارجية
- نفتالي تيا على موقع قاعدة بيانات كرة القدم.إي يو (الإنجليزية)
- نفتالي تيا على موقع Soccerway.com (الإنجليزية)